# Tondela
Tondela – miejscowość w Portugalii, leżąca w dystrykcie Viseu, w regionie Centrum w podregionie Dão-Lafões. Miejscowość jest siedzibą gminy o tej samej nazwie.

## Demografia
| Liczba ludności gminy Tondela (1801–2011) | Liczba ludności gminy Tondela (1801–2011) | Liczba ludności gminy Tondela (1801–2011) | Liczba ludności gminy Tondela (1801–2011) | Liczba ludności gminy Tondela (1801–2011) | Liczba ludności gminy Tondela (1801–2011) | Liczba ludności gminy Tondela (1801–2011) | Liczba ludności gminy Tondela (1801–2011) | Liczba ludności gminy Tondela (1801–2011) | Liczba ludności gminy Tondela (1801–2011) |
| ----------------------------------------- | ----------------------------------------- | ----------------------------------------- | ----------------------------------------- | ----------------------------------------- | ----------------------------------------- | ----------------------------------------- | ----------------------------------------- | ----------------------------------------- | ----------------------------------------- |
| 1801                                      | 1849                                      | 1900                                      | 1930                                      | 1960                                      | 1981                                      | 1991                                      | 2001                                      | 2004                                      | 2011                                      |
| 3 417                                     | 17 880                                    | 30 622                                    | 34 632                                    | 38 917                                    | 35 906                                    | 32 049                                    | 31 152                                    | 31 026                                    | 28 946                                    |

## Sołectwa
Sołectwa gminy Tondela (ludność wg stanu na 2011 r.)
- Barreiro de Besteiros – 975 osób
- Campo de Besteiros – 1474 osoby
- Canas de Santa Maria – 1806 osób
- Caparrosa – 805 osób
- Castelões – 1542 osoby
- Dardavaz – 782 osoby
- Ferreirós do Dão –441 osób
- Guardão – 1490 osób
- Lajeosa do Dão – 1940 osób
- Lobão da Beira – 1124 osby
- Molelos – 2346 osób
- Mosteirinho – 217 osób
- Mosteiro de Fráguas – 590 osób
- Mouraz – 878 osób
- Nandufe – 622 osoby
- Parada de Gonta – 754 osoby
- Sabugosa – 545 osób
- Santiago de Besteiros – 1331 osób
- São João do Monte – 862 osoby
- São Miguel do Outeiro – 913 osób
- Silvares – 136 osób
- Tonda – 984 osoby
- Tondela – 4508 osób
- Tourigo – 512 osób
- Vila Nova da Rainha (Tondela) – 476 osób
- Vilar de Besteiros – 893 osoby